# Kobielnik
Kobielnik est une localité polonaise de la gmina de Wiśniowa, située dans le powiat de Myślenice en voïvodie de Petite-Pologne.